# WG Europa
WG Europa war der Titel einer vierteiligen Doku-Soap im September 2000 im WDR Fernsehen. Der WDR suchte 1999 sechs junge Europäer, die in einer Wohngemeinschaft sich ein Jahr haben filmen lassen. Aus dem gesamten Filmmaterial wurde dann anschließend eine vierteilige Dokumentation.

## Folgen
Die Erstausstrahlung erfolgte im September 2000 um 0 Uhr sonntags nach Zimmer frei!.
1. Deutschland allein zuhaus (3. September)
2. Come together (10. September)
3. Macho, Macho (17. September)
4. Bonsoir Tristesse! (24. September)